# 호수괴물
호수 괴물(湖水怪物, 영어: lake monster)은 호수에 서식하는 것으로 알려져 있는 미발견의 대형 생물의 총칭이다. 네스 호의 괴물이 가장 유명하다. 이러한 생물이 실제로 존재하는지는 확실하지 않다.

## 같이 보기
- 미확인동물학(신비동물학)
- 천지의 괴물